# Benjamin Ferencz
Benjamin Berell Ferencz (Csolt, 11 marzo 1920 – Boynton Beach, 7 aprile 2023) è stato un giurista ungherese naturalizzato statunitense.
Salì alla ribalta rivestendo il ruolo di accusatore capo nel processo agli Einsatzgruppen, uno dei dodici processi secondari di Norimberga che si tennero alla fine della seconda guerra mondiale. Successivamente fu tra i promotori della Corte penale internazionale.

## Biografia
Nato in Transilvania, emigrò con la famiglia negli Stati Uniti quando aveva dieci mesi. Secondo la sua testimonianza, la famiglia dovette emigrare per sfuggire alla persecuzione degli ebrei ungheresi da parte del regime rumeno dopo la cessione della regione alla Romania da parte dell'Ungheria secondo i termini del Trattato del Trianon del 1920.
Studiò sotto Roscoe Pound alla Harvard Law School, dove svolse anche delle ricerche sui crimini di guerra per un libro dell'eminente criminologo Sheldon Glueck, laureandosi nel 1943.
Arruolatosi, servì nel 115º battaglione di artiglieria contraerea. Nel 1945 fu trasferito al quartier generale della Terza Armata del generale Patton, dove fu assegnato a un gruppo dedicato alla persecuzione dei crimini di guerra effettuati da tedeschi su prigionieri di guerra alleati. Fu in tale funzione che si trovò inviato nei campi di concentramento appena liberati dagli alleati. Nelle sue interviste testimonia la durezza di quei giorni e anche dei metodi utilizzati per ottenere le testimonianze d'accusa.

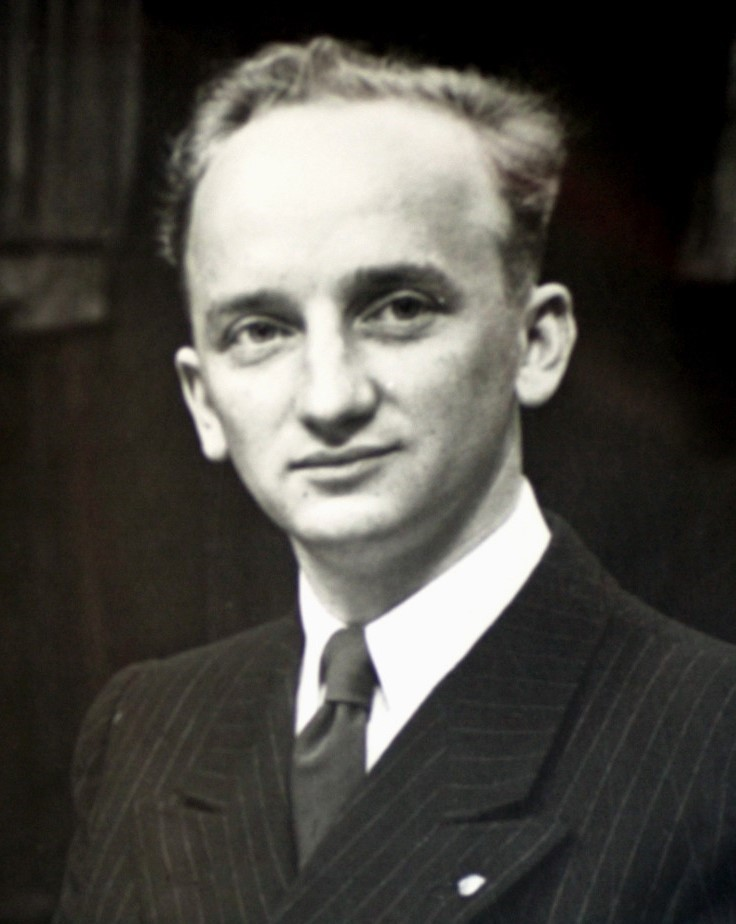
Ferencz ai tempi del Processo agli Einsatzgruppen (1947)

A Natale 1945 Ferencz fu congedato con il grado di sergente. Ritornato a New York, fu richiamato poche settimane dopo a rivestire il ruolo di procuratore dell'accusa ai processi secondari di Norimberga, nel gruppo di legali guidato da Telford Taylor. Taylor lo nominò procuratore capo nel processo alle Einsatzgruppen. Tutti i ventidue imputati furono dichiarati colpevoli. A quattordici venne comminata l'esecuzione capitale, quattro delle quali furono effettivamente eseguite.
Dopo la guerra si dedicò alla carriera di avvocato, ma ai tempi della guerra del Vietnam lasciò la professione privata e si dedicò completamente a promuovere l'istituzione di un organismo sovranazionale di giustizia e a temi quali i crimini di guerra e contro l'umanità.
Nel 1975 pubblicò il suo primo libro, Defining International Aggression-The Search for World Peace. Dal 1985 al 1996 fu professore a contratto di diritto internazionale presso la Pace University.
Il 1 luglio 2002 entrò in vigore lo Statuto di Roma, che istituiva la Corte penale internazionale. Gli Stati Uniti però non ratificarono il trattato e anzi l'amministrazione Bush concluse una serie di accordi bilaterali per evitare che cittadini statunitensi venissero portati in giudizio dinanzi alla Corte internazionale. Ferencz si oppose a tale soluzione, spingendosi ad affermare in un'intervista del 25 agosto 2006 che George W. Bush avrebbe dovuto essere processato perché aveva iniziato la guerra in Iraq senza autorizzazione del Consiglio di sicurezza delle Nazioni Unite.
Nel 2009 Ferencz ricevette, assieme ad Antonio Cassese, il Premio Erasmo per l'opera svolta nella persecuzione e prevenzione dei crimini di guerra.
Nel maggio 2011, pochi giorni dopo la morte di Osama bin Laden, Ferencz si espresse pubblicamente contro l'uccisione, ricordando che un'esecuzione senza giustificazione legale, anche nel caso di un indiziato di omicidi di massa, indebolisce la democrazia.
Il 16 marzo 2012, in un'altra lettera al direttore del New York Times, Ferencz accolse la condanna di Thomas Lubanga da parte della Corte penale internazionale come "una pietra miliare nell'evoluzione del diritto penale internazionale".

### Ultimi anni
Nell'aprile 2017 il comune dell'Aia annunciò l'intitolazione del sentiero accanto al Palazzo della Pace Benjamin Ferenczpad ("Sentiero Benjamin Ferencz"), definendolo "uno degli anticipatori della giustizia internazionale". Il vicesindaco della città, Saskia Bruines, si recò a Washington per regalare simbolicamente l'indicazione stradale a Ferencz.
Nel 2018 Ferencz fu oggetto di un documentario sulla sua vita, Prosecuting Evil, del regista Barry Avrich, visibile su Netflix. Nello stesso anno Ferencz fu intervistato per il documentario di Michael Moore, Fahrenheit 11/9.
Il 20 giugno 2019 l'artista e scultore Yaacov Heller omaggiò Ferencz - consegnandogli un busto da lui creato - commemorando la sua straordinaria vita dedicata alla prevenzione del genocidio.
Il 16 gennaio 2020 il New York Times pubblicò una lettera di Ferencz che denunciava l'assassinio del generale iraniano Qasem Soleimani, senza nome nella lettera, come "azione immorale [e] una chiara violazione del diritto nazionale e internazionale". Ferencz compì cento anni due mesi dopo. Sei mesi dopo, il 7 settembre, fu proiettata la prima mondiale del documentario Two Heads Are Better Than One: Making of the Ben Ferencz Bust, con Ferencz e lo scultore Yaacov Heller, prodotto da Eric Kline Productions e diretto da Eric Kline.
Il 22 giugno 2021 divenne il primo assegnatario del Premio Pahl per la Pace in Liechtenstein.
Nel marzo 2022 fu riprodotto un messaggio audio di Ben Ferencz durante l'undicesima sessione speciale di emergenza dell'Assemblea generale delle Nazioni Unite e in seguito rilasciò un'intervista a The World Tonight della BBC Radio 4 sull'invasione russa dell'Ucraina. Dice anche che Vladimir Putin dovrebbe essere "dietro le sbarre" per i suoi crimini di guerra.
Ferencz è morto ultracentenario nel 2023. Era l'ultimo procuratore del processo di Norimberga ancora in vita.

## Vita privata
Ferencz sposò la fidanzata dai tempi dell'adolescenza Gertrude Fried, a New York, nel 1946. Sono stati sposati per più di 70 anni, "senza litigi", fino alla morte di lei nel 2019. Ebbero quattro figli.

## Opere (selezione)
- The 'Immoral Killing of the Iranian General, New York Times Letter to Editor, 16 gennaio 2020
- Kriegsverbrechen, Restitution, Prävention. Aus dem Vorlass von Benjamin B. Ferencz, Constantin Goschler, Marcus Böick, Julia Reus, Göttingen 2019 (collezione di documenti)
- Mémoires de Ben, procureur à Nuremberg et avocat de la paix mondiale, Parigi, Michalon, 2012
- New Legal Foundations for Global Survival: Security Through the Security Council, Oceana 1994 ISBN 0-379-21207-2
- (con Keyes, K. Jr.), Planethood: The Key to Your Future, Vision Books 1988, ristampa 1991 ISBN 0-915972-21-2
- A Common Sense Guide to World Peace, Oceana, 1985
- Enforcing International Law: A Way to World Peace, Oceana, 1983
- Less Than Slaves: Jewish Forced Labor and the Quest for Compensation, Harvard 1979, ristampa, 2002, Indiana University Press & USHMM ISBN 0-253-21530-7
- An International Criminal Court: A Step Toward World Peace, Oceana, 1980 ISBN 0-379-20389-8
- Defining International Aggression: The Search for World Peace, Oceana, 1975 ISBN 0-379-00271-X